# Virus d'Orsay
 (juillet 2023).
Espèce
Le virus d'Orsay est un virus à ARN qui infecte le ver rond Caenorhabditis elegans. Ce virus doit son nom à la ville d'Orsay, en France où on l'a découvert.

## Systématique
Ce virus ressemble à un Nodavirus, mais nécessite d'être classifié formellement pour rejoindre ce groupe.